# Cantonul Grande-Synthe
Cantonul Grande-Synthe este un canton din arondismentul Dunkerque, departamentul Nord, regiunea Nord-Pas-de-Calais, Franța.

## Comune
- Groot-Sinten (Grande-Synthe) (reședință)
- Duinkerke (parțial, met inbegrip van Fort-Mardijk (Fort-Mardyck))